# كامل الطبقجلي
كامل الطبقجلي وهو كامل أفندي بن محمد لطيف بن محمد سعيد بن محمد أمين الشهير بالمدرس والمعروف بالطبقجلي. وهو عم محمود نديم الطبقجلي . تولى القضاء في قطر المملكة التي على ساحل البحر، ثم بعد انفصاله منها ذهب إلى الهند وجعل يعيش من أملاكه الموروثة له من أبيه،  وهو والد ناظم الطبقجلي.